# Michael Wheeler
Michael Keith Valentine Wheeler, conocido como Michael Wheeler y Mike Wheeler (Reino Unido, 14 de febrero de 1935-15 de enero de 2020) fue un atleta británico, especializado en la prueba de 4x400 m en la que llegó a ser medallista de bronce olímpico en 1956.
Falleció en su domicilio el 15 de enero de 2020 a los ochenta y cuatro años.

## Carrera deportiva
En los JJ. OO. de Melbourne 1956 ganó la medalla de bronce en los relevos 4x400 metros, con un tiempo de 3:07.2 segundos, llegando a meta tras Estados Unidos y Australia (plata), siendo sus compañeros de equipo: Derek Johnson, John Salisbury y Peter Higgins.